# Иконоборство (Византия)
Иконоборството във Византия (на гръцки: εἰκονοκλάστης) е религиозно-политическо течение в християнството през VІІІ век и ІХ век, противопоставящо се на прекаленото преклонение пред икони и реликви, а също така на силното им комерсиализиране. Терминът е възникнал в историографията през XVII век, за да илюстрира един от ранносредновековните епизоди на дебат във Византия, наричан икономахия. Иконоборството намира силна подкрепа у някои византийски императори, опасяващи се от подронването на своята власт и прекомерното разрастване на монашеството и манастирите, които се превръщат в стопанска тежест на държавата и конкурент на нейната власт. Съпроводено е с остри политически борби и гонения срещу инакомислещите, особено монаси. Папите в Рим и европейските монарси начело с Карл Велики не поддържат политиката на иконоборство, с което започват все повече да личат идеологическите пукнатини между източното и западното християнство.

## Причини за възникване
Причините за възникването на иконоборството се определят от историците като комплексни и с различен характер: социално-икономически, политически и религиозни (теологични). Те са до голяма степен взаимно преплетени и обусловени.
- Социално-икономическите причини са свързани с промените във византийското общество. В началото на VIII в. селските маси постепенно губят земята и свободата си, а господстващите светски и църковни среди се феодализират. Противоречия има и сред отделните властващи съсловия, особено темната аристокрация, която се домогва да укрепи своите позиции и да се обогати с движими и недвижими имущества. Не липсват конфликти и вътре в църковните среди, като борбата се води между епископите и отделни богати манастири, които в стремежа си към самостоятелност не се подчиняват на епископската власт. Освен с недвижими имоти манастирите разполагат и със значителни богатства.
- Политическите причини са свързани с клерикалния характер на държавния апарат: духовни лица заемат висши държавни длъжности, но и нерядко злоупотребяват с това. Забогатяването на манастирите води до увеличаване на броя на монасите, което намалява числеността на армията и е опасно за държавната власт, защото я лишава и от защитна сила, и от данъкоплатци. По това време армията трябва да се справя с тежки задачи във връзка с отбраната на Византия, която е сериозно застрашавана от нейните съседи. Вероятни са и вътрешнополитически мотиви: чрез прогласяване на радикално ново религиозно движение императорите се противопоставят на нарастващата власт на манастирите[2] Присвояването на поне част от поземлените владения и материални богатства на църквата може да помогне за издръжката и оборудването на войската.
- Религията играе голяма роля във византийското общество и понякога религиозните спорове достигат до фанатизъм. В периода IV–VII в. иконопочитанието до голяма степен наподобява идолопоклонство. Донякъде този факт може да се обясни с езическите архетипи, които продължават да битуват сред обикновеното население, слабо грамотно или неграмотно, приело християнството само проформа. Мнозина от епископите, считайки иконопочитанието за идолослужение, се борят срещу него по дълбоко вътрешно убеждение. Религиозните раздори се усложняват и поради силното влияние на императорите в живота на църквата. Вероятно има и съображения, свързани с настъплението на исляма. Тъй като мюсюлманите ревностно отхвърлят всякакви човешки изображения като „творения на Сатаната“, иконоборството може би е реакция на най-силната критика на исляма към християнството и стъпка към намаляване на привлекателността на исляма[2].

## Хронология
Иконоборството е започнато от император Лъв III Исавър през 726 и през 730 официално провъзгласено за държавна политика. Започна унищожаването на иконите, а техните почитатели са жестоко преследвани. Това продължава с още по-голяма енергия при управлението на сина му Константин V Копроним (741 – 775). 

### Първи период (726 – 787 г.)
В 726 г. император Лъв III забранява иконопочитанието – почитането на изображенията на Христос и светиите. Унищожени са хиляди икони, мозайки, стенописи и статуи. Официално иконоборството е признато от духовния клир на църковен събор в 754 г. с поддръжката на император Константин V Копроним. На този събор иконопочитането е обявено за ерес, препоръчано е да се унищожават иконите и са започнати гонения на всички, които оспорват решението на събора. Константин V бързо заграбва манастирските земи, а монасите прогонва от държавата.
През 787 г. императрица Ирина, вдовица на Лъв IV (Византия), свиква Седмия вселенски събор в Никея и решенията на предишния събор са отменени, иконопочитанието е възстановено. Следващите императори – Константин VI и Михаил I са иконопочитатели. След поражението на Михаил I във войната с българите, в 813 г. на престола се качва Лъв V Арменец и настъпва нов период на иконоборството.

### Втори период (815 – 842 г.)
Управлението на Лъв V е свързано с възстановяването на иконоборската политика. Още през 814 г. императорската гвардия маха Христовия образ от главната порта на императорския дворец. Самият император произлиза от източните теми и е издигнат от войската, за да възстанови реда в империята и да я върне към иконоборството. То е възстановено с решенията на нов църковен събор от 815 г. Лъв V успява сравнително лесно да се справи с протестите на зилотската групировка, ръководена от Теодор Студит, който е изпратен на заточение. Духовен баща на иконоборството от IХ в. е видният интелектуалец Йоан VII Граматик, константинополски патриарх.
При управлението на Михаил II (820 – 829) избухва бунт начело с Тома Славянина, подтикнат сред другите причини и от искания за връщане на иконопочитанието. Бунтовниците дори обсаждат Контантинопол, но в крайна сметка претърпяват поражение. Императорът нарежда да се арестуват проповедниците, почитащи иконите, макар че не предприема масови гонения и връща от заточение някои видни иконопоклонници – Теодор Студит и Никифор I Константинополски.
Синът на Михаил Теофил е образован и ерудиран мъж с определено предразположение към изкуствата. Негов учител е Йоан VII Граматик. Император Теофил продължава политиката на иконоборство, но броят на иконопочитателите бързо се увеличава. Между тях е съпругата му Теодора II, както и други членове на императорския двор. Политиката приключва със смъртта му през 842 г. През 843 г. патриарх Йоан VII Граматик е отстранен, а павликяните са подложени на унищожение. Новият патриарх Методий председателства същата година Константинополския поместен събор, който потвърждава решенията на Седмия вселенски събор и отлъчва иконоборците от църквата. На 11 март 843 г. императрица Теодора въвежда празника Неделя на православието (първа от Великия пост) за честване на иконопочитанието.

## Отношения със западното християнство
През първата фаза на спора за иконите Западната църква е изцяло на страната на иконопочитанието. След укрепването и разширяването на Франкската държава при Карл Велики (767 – 814) нещата се променят. Папа Адриан I изпраща на Карл Велики актовете на събора от 787 г. в превод на латински език, но на някои места преводът не е сполучлив. Така например вместо „венерацио“ (почитане, уважение, почит; на гръцки „проскинисис“ – поклонение), е употребена думата „адорацио“, юято съответства на гръцката „латриа“ (служение). При това се добива погрешното впечатление, че съборът в Никея утвърждава служение на иконите, а не почит към тях. Около 790 г. придворните богослови на Карл Велики съставят от негово име т.нар. Либри Каролини. В това съчинение е изразено отрицателно отношение както към иконоборците, така и към иконопочитателите.
В 794 г. Карл Велики свиква църковен събор във Франкфурт, на който присъстват и двама папски легати. Под влияние на придворните богослови съборът отхвърля като неправилни решенията и на иконоборския събор от 754 г., и тези на Никейския от 787 година. Мотивите са, че иконите не са идоли, следователно те не трябва да се унищожават, но на тях не следва да се служи, както на Запад погрешно мислят, че смятат отците на Никейския събор. В тези си разсъждения западните богослови се придържат към мнението на папа Григорий I (590 – 604), който забранява неправилното почитане на иконите, но същевременно порицава тези, които ги унищожават.
Домогванията на Карл Велики да убеди папата в правилността на Франкфуртския събор не дали очаквания резултат. Безуспешни се оказали и опитите на папата да докаже на Карл Велики, че решенията на Никейския събор са правилни. Освен църковно-богословските съображения, причина за отрицателното отношение и настроение на Карл Велики към иконопочитателите и иконоборците на Изток са и влошените по това време политически отношения между Франкската държава и Византия. Отрицателното отношение към иконите в империята на Карл Велики се запазва и след неговата смърт. То намира потвърждение и на Парижкия събор в 825 година. Макар че до края на IX в. във Франция все още се чуват гласове против иконопочитанието, постепенно те изчезват, а заедно с това отшумява и иконоборството.

## Последици
Столетието, през което се развива иконоборството, има дълбоки последици. Разрушени са голям брой религиозни произведения на изкуството. Оцелели са отделни образци главно в Италия и Палестина, тъй като са отдалечени от властовия център. Техните художествени достойнства позволяват да се съди за това, какво е изгубено. Втората голяма последица е сериозното религиозно разцепление между западното и източното християнство. Папите, които до VIII век са близък съюзник на Византия, не приемат иконоборството и рязко му се противопоставят. Това влошава отношенията между Източна и Западна Европа. Други последици са затвърждаване на традицията във византийската религия, поставяне на край на ересите и привличане на повече последователи. Отличителен белег на византийската набожност става съзерцанието като път към духовно просветление. Иконите са почитани не сами по себе си, а защото помагат на ума да се издигне от материалното към нематериалното.